# اتریبیوت اچ‌تی‌ام‌ال
HTML اچ‌تی‌ام‌ال (به انگلیسی: HTML attributes) کلماتی هستند که داخل تگ ابتدایی نوشته می‌شوند و برای کنترل رفتار عناصر اچ تی ام ال به کار می‌روند. این اتریبیوت‌ها عملکرد پیشفرض یک عنصر را تحت تأثیر قرار می‌دهند و ویژگی‌هایی به آن اضافه می‌کنند که عنصر بدون آن کار نمی‌کند یا کار خاصی انجام نمی‌دهد. در HTML این اتریبیوت‌ها داخل تگ شروع کننده نوشته می‌شوند.
در HTML اتریبیوت‌ها به چند دسته تقسیم می‌شوند که هر کدام بنا به نقش خود کارکردهای متفاوتی دارند:
۱- ویژگی‌های اجباری که بدون آن ممکن است عنصر کار نکند یا عملاً کار خاصی انجام ندهد. ۲- ویژگی‌های اختیاری که بنا بر نیاز خود می‌توانیم یک عنصر را تغییر دهیم. ۳- ویژگی‌های استاندارد که توسط بسیاری از عناصر اچ تی ام ال پشتیبانی می‌شوند و قابل استفاده اند. ۴-ویژگی‌های رویداد که برای اسکریپت‌ها به کار می‌روند.
بعضی از اتریبیوت‌ها زمانی که در عناصر مختلف استفاده می‌شوند رفتار متفاوتی دارند. به عنوان مثال اتریبیوت "name" داخل بعضی عنصرها برای نشانه گذاری استفاده می‌شود و برای بعضی دیگر مثل فرم‌ها برای جدا کردن گزینه‌ها استفاده می‌شود در حالی که اتریبیوتی مانند"background-color"  در همه جا به رنگ پیش زمینه اشاره دارد.
طراحان وب از این دسته‌بندی‌ها برای طراحی سایت استفاده می‌کنند و همچنین با استفاده از آن با شکل دقیق تر و بهتمری عناصر HTML را کنترل کنند

## توضیح
اتریبویت‌های HTML معمولاً به صورت جفت‌های نام-مقدار ظاهر می‌شوند که با علامت "=" که در داخل تگ شروع یک عنصر بعد از نام آن پیش از آن که تگ با علامت  < 
بسته شود، نوشته می‌شوند.
```
<element
 
attribute=
"value"
>
element
 
content
</element>

```

در اینجا "element"  نام عنصر در HTML و "attribute" نام اتریبیوت با تنظیم مشخص "value" است. این مقدار مشخص ممکن داخل دابل کوتیشن یا سینگل کوتیشن قرار گیرد. اگرچه می‌توان برخی کاراکترهای خاص را بدون دابل کوتیشن آورد، اما در XHTML چنین چیزی مجاز نیست. یک قاعده کلی وجود دارد که آوردن اتریبیوت‌ها بدون کوتیشن غیر امن تلقی می‌شود و توصیه می‌شود در اغلب موارد آورده شود.
اگرچه بیشتر اتریبیوت‌ها به صورت جفت نام-مقدار ظاهر می‌شوند، برخی از اتریبیوت‌ها تنها با حضورشان در تگ آغازین بر عنصر تأثیر می‌گذارند.(مانند ویژگی ismap بر تگ img)
تگ "abbr"  می‌تواند برای نمایش این اتریبیوت‌ها استفاده شود.
```
<
abbr
 
id
=
"anId"
 
class
=
"aClass"
 
style
=
"color:blue;background-color:yellow;"
 
title
=
"Hypertext Markup Language"
>
HTML
</
abbr
>

```

در این مثال با نگه داشتن موس روی متن، متن داخل "title" به صورت متن آبی و رنگ پیش زمینه زرد و شناور نمایش داده می‌شود.
```
<
div
 
style
=
"text-align: center;"
>
متن وسط چین
</
div
>

<
p
 
style
=
"direction:ltr"
>
 متن راست به چپ
</
p
>

```

در این مثال بالایی از دیواره "div"  برای وسط چین کردن استفاده شده و از تگ "p" برای راست به چپ کردن متون انگلیسی استفاده شده.

### اتریبیوت‌های رایج
عناصر HTML معمولا می‌توانند اکثراتریبیوت‌های رایج را استفاده کنند.
- اتریبیوتid که به عنوان یک انتخابگر (selector) در سی اس اس (CSS) مطرح است، می‌تواند اتریبیوت‌های انتخابی که در تگ "STYLE" که کنار عنوانشان علامت شارپ (#) هستند برای تمرکز بر یک عنصر خاص استفاده شود.